# Protoglyptodon primiformis
Il protoglittodonte (Protoglyptodon primiformis) è un mammifero cingolato estinto, appartenente ai glittodonti. Visse nel Miocene superiore (circa 9 - 7 milioni di anni fa) e i suoi resti fossili sono stati ritrovati in Sudamerica.

## Descrizione
Questo animale, come tutti i glittodonti, era dotato di una corazza dorsale che proteggeva gran parte del corpo, costituita da osteodermi poligonali ben saldati fra loro. Gli osteodermi erano molto simili a quelli dell'affine Palaehoplophorus, con una figura centrale di taglia media, depressa e con zone periferiche rugose e irregolari. Il disegno degli osteodermi del carapace, tuttavia, era molto più irregolare in Protoglyptodon. Inoltre, il "tubo" caudale di quest'ultimo portava osteodermi con figure principali ugualmente circondate da una corona di perforazioni, ma separate da aree periferiche ornamentate in modo molto irregolare. 

## Classificazione
Protoglyptodon primiformis venne descritto per la prima volta da Florentino Ameghino nel 1885, sulla base di resti fossili incompleti rinvenuti in terreni della fine del Miocene in Argentina, erroneamente attribuiti all'Oligocene. Protoglyptodon è un membro degli Hoplophorini, un gruppo di glittodonti molto variegato e longevo; in particolare, Protoglyptodon era strettamente imparentato con il genere Palaehoplophorus, meglio conosciuto. 